# Cuguron
Cuguron (em occitano:  Cuguron) é uma comuna francesa na região administrativa da Occitânia, no departamento do Alto Garona. Estende-se por uma área de 7.07 km², com 181 habitantes, segundo o censo de 2018, com uma densidade de 26 hab/km².